# Per mano mia. Il Natale del commissario Ricciardi
Per mano mia. Il Natale del commissario Ricciardi è un romanzo giallo del 2011, quinto volume della serie Le indagini del commissario Ricciardi dello scrittore Maurizio de Giovanni.

## Trama
L'atmosfera del Natale napoletano è affascinante e struggente, alle artistiche botteghe di presepi a via San Gregorio Armeno si contrappone la miseria dei borghi di pescatori, le rutilanti vetrine del centro contrastano con l'accattonaggio che è l'ultima delle risorse di troppe persone.
In questa città di contrasti e di aspettative per le vicine festività, Ricciardi e il fidato brigadiere Raffaele Maione devono accorrere sul luogo di un duplice omicidio; il centurione fascista Emanuele Garofalo e sua moglie Costanza sono stati uccisi nella loro bella casa.
Al momento del massacro la figlia di 9 anni era fortunatamente a scuola, affidata alle amorevoli cure di una suora sorella di Costanza. In casa oltre ai due corpi massacrati l'unica anomalia sembra essere una statuina del presepio rotta e malamente nascosta; si tratta di San Giuseppe che nella simbologia presepiale potrebbe portare a interpretazioni utili alle indagini. Le ultime frasi delle vittime che il commissario Ricciardi percepisce con la sua misteriosa caratteristica non sono di nessun aiuto, ma le indagini si concentrano subito sull'ambigua figura di Garofalo, apparentemente fascista irreprensibile, ma in realtà sfruttatore di poveracci e arrampicatore sociale senza scrupoli.
Nel contrastato rapporto tra milizie fasciste e regie forze dell'ordine ci sono fortunatamente più persone oneste che carogne ed è così che Ricciardi e Maione possono trovare alibi a derelitti che alibi non avrebbero ma che motivi di vendetta contro Garofalo avrebbero avuto.
In questo romanzo il brigadiere Maione sale a figura di comprimario; le sue insospettabili doti di passare inosservato nonostante la corpulenta figura, ma anche le conoscenze un po' ambigue che negli anni ha saputo coltivare, risultano fondamentali nell'indagine. La vera sorpresa è la reazione sua e della moglie di fronte al riaffacciarsi dell'immenso dolore che tre anni prima ha devastato la loro vita familiare quando il figlio maggiore è stato ucciso da un criminale. 

## Edizioni
- Maurizio de Giovanni, Per mano mia. Il Natale del commissario Ricciardi, Einaudi, 2011, ISBN 978-88-06-20342-9.